# Les Orres
Les Orres é uma comuna francesa na região administrativa da Provença-Alpes-Costa Azul, no departamento de Altos-Alpes. Estende-se por uma área de 74,79 km². Em 2010 a comuna tinha 569 habitantes (densidade: 7,6 hab./km²).